# Amphoe Wat Sing
Wat Sing (วัดสิงห์) est un district (amphoe) situé dans la province de Chainat, au centre de la Thaïlande.
Le district est divisé en 7 tambon et 47 muban. Il comprenait environ 26 000 habitants en 2005.